# Dermot Kennedy
Dermot Joseph Kennedy (Tallaght, 13 december 1991) is een Iers singer-songwriter. Hij verwierf bekendheid in Nederland en België door zijn single Power Over Me die de Nederlandse Top 40 en de Vlaamse hitlijsten heeft bereikt. Begin 2019 bracht hij het album Dermot Kennedy uit, met daarop voorheen uitgebrachte nummers. Later in 2019 volgde hij dit op met het album Without Fear en in 2022 kwam hij met het album Sonder. Na Power Over Me had hij onder andere hitsuccessen met Paradise en Better Days.

## Discografie

### Albums
| Album          | Verschijnen      | Label                       | Hitlijsten | Hitlijsten | Hitlijsten | Hitlijsten | Hitlijsten |
| Album          | Verschijnen      | Label                       | BE (VL)    | BE (VL)    | NL         | NL         | GB         |
| Album          | Verschijnen      | Label                       | Piek       | Weken      | Piek       | Weken      | Piek       |
| -------------- | ---------------- | --------------------------- | ---------- | ---------- | ---------- | ---------- | ---------- |
| Dermot Kennedy | 4 januari 2019   | Riggins, Interscope, Island | —          | —          | —          | —          | 76         |
| Without Fear   | 4 oktober 2019   | Riggins, Interscope, Island | 10         | 37         | 27         | 2          | 1 (1 wk)   |
| Sonder         | 18 november 2022 | Riggins, Interscope, Island | 29         | 18*        | 89         | 1          | 1 (1 wk)   |

### Singles
| Lied                  | Verschijnen       | Album        | Hitlijsten | Hitlijsten | Hitlijsten  | Hitlijsten  | Hitlijsten   | Hitlijsten   | Hitlijsten | Opmerkingen                    |
| Lied                  | Verschijnen       | Album        | BE (VL)    | BE (VL)    | NL (Top 40) | NL (Top 40) | NL (Top 100) | NL (Top 100) | GB         | Opmerkingen                    |
| Lied                  | Verschijnen       | Album        | Piek       | Weken      | Piek        | Weken       | Piek         | Weken        | Piek       | Opmerkingen                    |
| --------------------- | ----------------- | ------------ | ---------- | ---------- | ----------- | ----------- | ------------ | ------------ | ---------- | ------------------------------ |
| Moments Passed        | 19 september 2017 | Without Fear | tip29      |            | —           | —           | —            | —            |            |                                |
| Power Over Me         | 16 oktober 2018   | Without Fear | 10         | 28         | 11          | 19          | 35           | 19           | 27         | Goud in België                 |
| Outnumbered           | 14 juni 2019      | Without Fear | 7          | 21         | tip14       |             | —            | —            | 6          | MNM-Big Hit                    |
| Giants                | 24 juni 2020      | Without Fear | 27         | 14         | tip21       |             | —            | —            | 12         |                                |
| Paradise (met Meduza) | 30 oktober 2020   | —            | 8          | 27         | 4           | 21          | 9            | 35           | 5          | Goud in België / 538 Favourite |
| Better Days           | 28 juli 2021      | Sonder       | 30         | 12         | 21          | 18          | 42           | 18           | 16         | Alarmschijf                    |
| Something to Someone  | 5 mei 2022        | Sonder       | —          | —          | tip23       |             | —            | —            | 44         |                                |

### NPO Radio 2 Top 2000
Van Dermot Kennedy stond alleen Better Days in 2024 in de NPO Radio 2 Top 2000, op plek 6.

### Overige discografie
Albums
- 2019: Dermot Kennedy
- 2019: Without Fear
- 2022: Sonder

Ep's
- 2017: Doves & Ravens
- 2018: Mike Dean Presents: Dermot Kennedy
- 2024: I've told the trees everything

Singles
- 2016: "Shelter"
- 2016: "After Rain"
- 2017: "Moments Passed"
- 2017: "Glory"
- 2018: "Young & Free"
- 2018: "Power over me"
- 2019: "Lost"
- 2020: "Giants"
- 2021: "Better Days"
- 2022: "Something to Someone"
- 2022: "Dreamer"
- 2022: "Kiss Me"
- 2022: "Innocence and Sadness"

Tracks
- 2015: "An Evening I Will Not Forget"
- 2017: "Glory"
- 2017: "A Closeness"
- 2019: "For Island Fires and Family"
- 2019: "Boston"

- Gemeinsame Normdatei: 1201975123
- International Standard Name Identifier: 0000 0004 6646 8220
- Library of Congress Control Number: no2019156706
- MusicBrainz: aa9ea04c-6d55-4244-9139-22c75bd19f97
- Virtual International Authority File: 4151157226620685410001
- WorldCat: E39PCjGBb6tvbvQhq7gxPjKtyq